# Cratere Frank
Frank  è un cratere sulla superficie di Venere. Deve il suo nome ad Anna Frank, ragazza ebrea vittima della Shoah.